# Brezje Vivodinsko
Brezje Vivodinsko – wieś w Chorwacji, w żupanii karlowackiej, w mieście Ozalj. W 2011 roku liczyła 8 mieszkańców.